# Unternehmen Tiger
Das Unternehmen Tiger bezeichnet Pläne des deutschen Geheimdienstes in den frühen 1940er Jahren, in Britisch-Indien einen Aufstand gegen die britischen Kolonialherren zu unterstützen.
Der indische Nationalistenführer Subhash Chandra Bose war Anfang 1941 über Afghanistan und die UdSSR nach Berlin geflohen. Während Hitler Indien nicht reif für die Selbstverwaltung hielt, fand Bose Unterstützung bei Adam von Trott zu Solz, einem regimekritischen Leiter des Sonderreferats Indien im Auswärtigen Amt. Nazi-Gegner wie er sahen den Sturz der britischen Kolonialherrschaft in Indien als Weg, die britische Regierung zu Verhandlungen mit deutschen Widerständlern zu bewegen.
Die Deutschen erfüllten Boses Forderungen nach einer eigenen Soldatentruppe („Indische Legion“) und einem Rundfunksender zur Verbreitung von Propaganda. Die Wehrmacht unterstützte das Vorhaben, indem ihre Abwehr ein Sabotagekommando nach Kabul entsandte. Dieses nahm Kontakt mit Boses Vorwärts-Block auf. Im August 1942 kam es auf deutsches Geheiß zu Streiks und Sabotageakten in Indien.
Weil die deutsche Unterstützung für seine Umsturzpläne nicht ausreichend schien, wechselte Bose Anfang 1943 zu den Japanern.